# Kaali (Pihtla)
Kaali – wieś w Estonii, w prowincji Sarema, w gminie Pihtla.